# Bob Scheifler
Robert William Scheifler o Bob Scheifler (nacido en 1954) es un científico de la computación . Conocido por liderar el desarrollo del X Window System desde el inicio del proyecto en 1984 hasta el cierre del MIT X Consortium en 1996. Más adelante se convirtió en uno de los arquitectos de la arquitectura de JNI en Sun Microsystems.
Bob ha indicado que su meta en desarrollar el X Window System era elevar el nivel en sistemas de visualización de ventana para el mercado entero,[cita requerida] y a pesar de su adopción temprana primariamente por los actores comerciales con extensiones propietarias, X terminó como sistema estándar y abierto. Hoy en día, X es una parte importante de Linux.
Scheifler tiene un B.S. en matemáticas y un M.S. en ciencias de la computación del Instituto de Tecnología de Massachusetts.